# Товары народного потребления
также: Потребительские товары[уточнить]
Това́ры наро́дного потребле́ния — товары, предназначенные для продажи населению с целью личного, семейного и домашнего использования (непосредственного использования их для удовлетворения материальных и культурных потребностей). Приобретение этих товаров, как правило, не связано с их использованием в коммерческих целях.
Подразделяются на продовольственные и непродовольственные (товары культурно-бытового, хозяйственного назначения, продукция лёгкой промышленности и другие).

## Товары народного потребления и экономика
Термин «товары народного потребления» возник в экономической теории для характеристики вида продукции, отличного от производства средств производства. Средства производства в отличие от товаров народного потребления предназначены для использования в сфере промышленного производства, а не в сфере личного потребления. В структуре товарного производства принято выделять две группы товаров:
- товары группы А — промышленные товары или товары, предназначенные для производства других товаров;
- товары группы Б — товары народного потребления или товары, предназначенные для личного потребления.

Соотношение между производством товаров народного потребления и производством средств производства характеризует ход экономического развития. В экономике действует как тенденция закон преимущественного роста производства средств производства. Но в условиях интенсификации общественного производства под воздействием научно-технической революции (НТР) и перехода к постиндустриальному обществу возможно сближение темпов роста и даже преимущественное развитие производства товаров народного потребления.

## Классификация товаров народного потребления
Товары народного потребления подразделяются на продовольственные и непродовольственные (современный англиц. food and non foods). К последним относятся товары культурно-бытового, хозяйственного назначения, продукция лёгкой промышленности и другие.
Особенности создания товаров народного потребления установлены почти во всех общих стандартах «Системы разработки и постановки продукции на производство» (СРПП). Некоторые виды продукции могут одновременно использоваться как продукция производственно-технического назначения и как товары народного потребления.

## Производство товаров народного потребления в СССР
В советской экономике производству средств производства (группа А) и производству вооружений уделялось первостепенное внимание, а товаров народного потребления (группа Б), несмотря на декларируемую «постоянную заботу о повышении благосостояния советских людей», — остаточное. В результате этого возникали «диспропорции между производством средств производства и производством товаров народного потребления».
В соответствии с решениями XXVI съезда КПСС Постановлением ЦК КПСС и Совета министров СССР в сентябре 1985 года была принята «Комплексная программа развития производства товаров народного потребления и сферы услуг на 1986—2000 годы»:

Комплексная программа развития производства товаров и услуг (КПТУ) ориентирует на значительное увеличение производства товаров народного потребления, улучшение их качества и ассортимента, расширение различных услуг, оказываемых населению. Предусмотрено в этих целях ускоренное развитие отраслей, занятых производством товаров, создание широко разветвленной системы платных услуг. К производству товаров и оказанию услуг подключены все министерства и ведомства, независимо от их основной деятельности. Взят курс на эффективное использование местных возможностей на всей территории страны. Расширение производства товаров и услуг для населения основывается на использовании достижений научно-технического прогресса, что позволит поднять на новый уровень их качество, значительно расширить ассортимент. КПТУ охватывает непродовольственные товары, объём производства которых в 1990 г. по сравнению с 1985 г. увеличится не менее чем в 1,3 раза, а в 2000 г. — в 1,8—1,9 раза. Программа содержит конкретные задания по продукции отраслей легкой промышленности (ткани, трикотажные и швейные изделия, обувь), производству товаров культурно-бытового и хозяйственного назначения (радиоприемные устройства, магнитофоны, телевизоры, холодильники и морозильники, стиральные машины, автомобили, мотоциклы, велосипеды, различные кухонные машины, машины для механизации труда в личных подсобных и садовых участках, мебель и т. д.). Отдельно установлены задания по развитию местной промышленности, укреплению её материально-технической базы. Специальный раздел КПТУ посвящён развитию торговли и общественного питания, повышению культуры обслуживания населения в городах и сельской местности, внедрению прогрессивных, удобных для покупателей форм обслуживания, существенно сокращающих затраты времени на приобретение товаров. Будет совершенствоваться деятельность по изучению спроса и формированию разумных потребностей населения, рекламе товаров. Расширится сеть общедоступных предприятий общественного питания, повысится качество продукции. Объём платных услуг, предоставляемых населению в 1986—2000 гг., увеличится в 2,1—2,3 раза, в том числе в двенадцатой пятилетке — в 1,3—1,4 раза.
Впервые в КПТУ предусмотрена целостная система всех видов платных услуг населению: бытовые, транспортные, услуги связи, жилищно-коммунальных, детских учреждений, услуги, предоставляемые учреждениями культуры, туризма и спорта, курортными и некоторыми лечебными учреждениями, услуги юридических консультаций и нотариальных контор, органов Госстраха и сберкасс, услуги, оказываемые предприятиями и организациями потребительской кооперации, совхозами и колхозами. Задания по производству непродовольственных товаров народного потребления и сферы услуг установлены в КПТУ по каждой из союзных республик как на двенадцатую пятилетку, так и на период до 2000 г. с учетом профиля их экономик, природных условий и других факторов. Комплексный характер программы подкрепляется содержащимися в ней мерами по научно-техническому прогрессу и развитию материально-технической базы производства товаров и сферы услуг, обеспечению этих сфер кадрами рабочих и специалистами, мерами по совершенствованию управления производством. Важное место уделяется углублению международного сотрудничества со странами — членами СЭВ. В развитие КПТУ принят ряд постановлений партии и правительства.

## Галерея

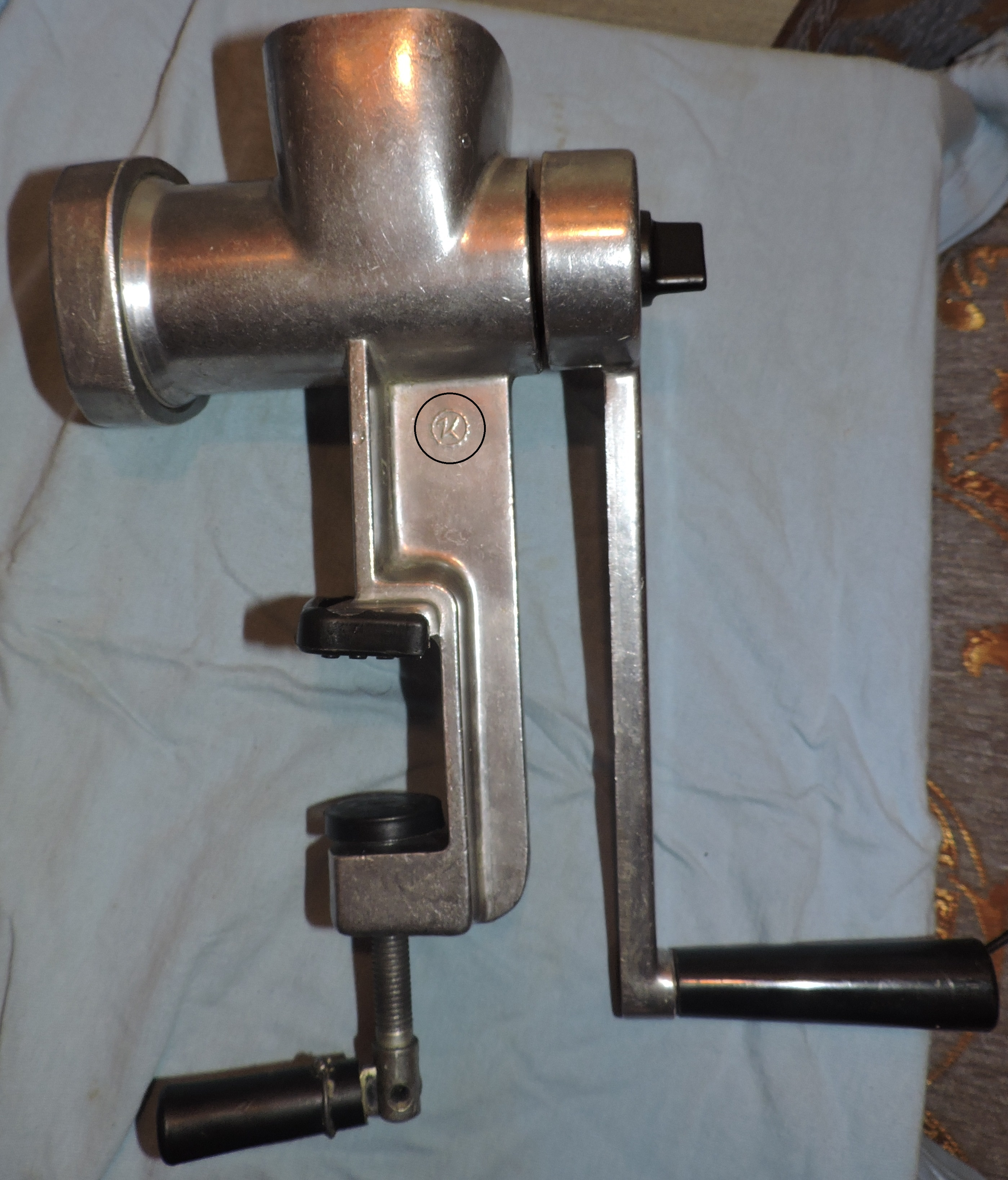
Ручная мясорубка, выпускавшаяся Кировским заводом Ленинграда (логотип предприятия обведён кружком)
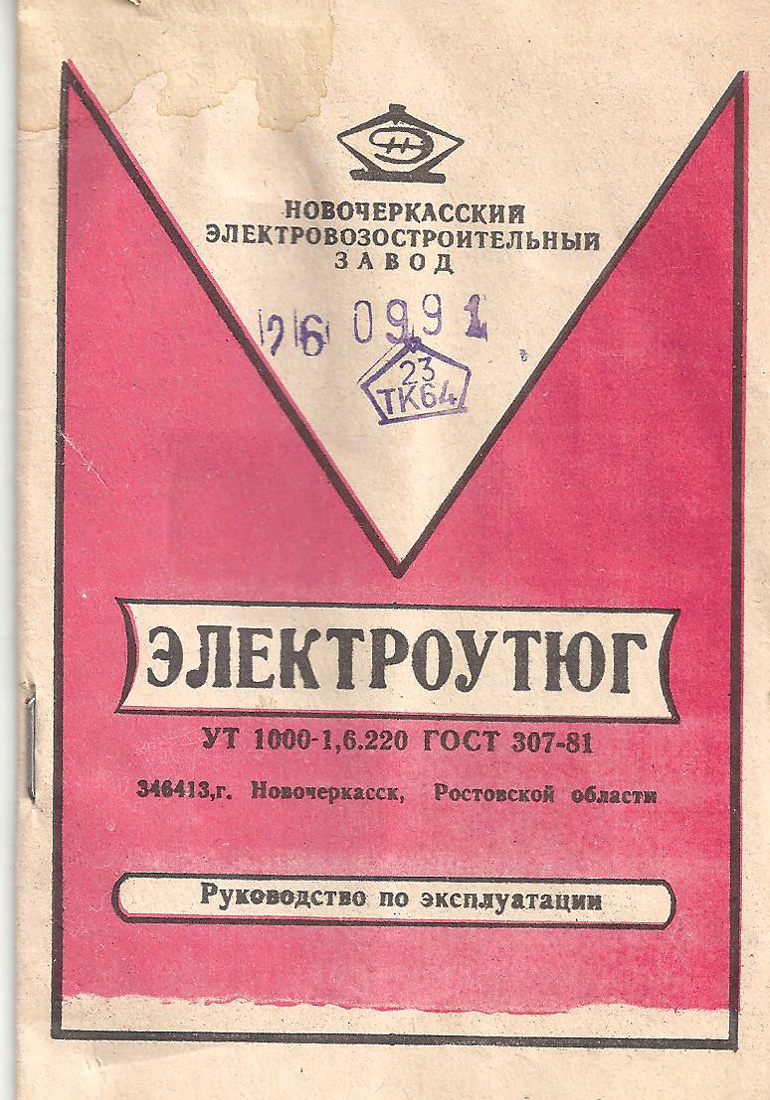
Паспорт электроутюга, выпускаемого Новочеркасским электровозостроительным заводом, модели УТ 1000-1,6.220 по ГОСТ 307-81
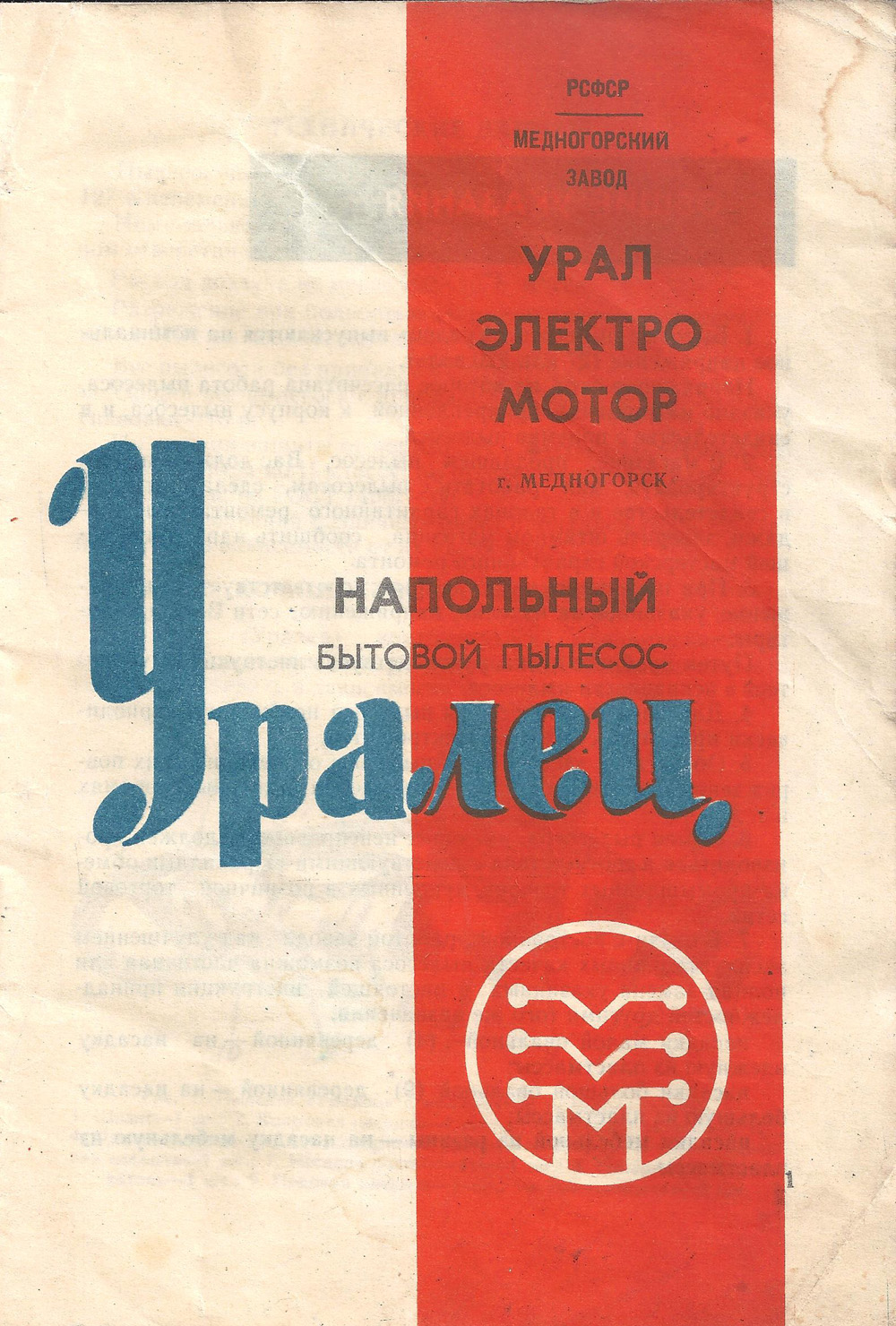
Паспорт пылесоса «Уралец», Медногорский завод «Уралэлектромотор», выпуск по ГОСТ 10280−70
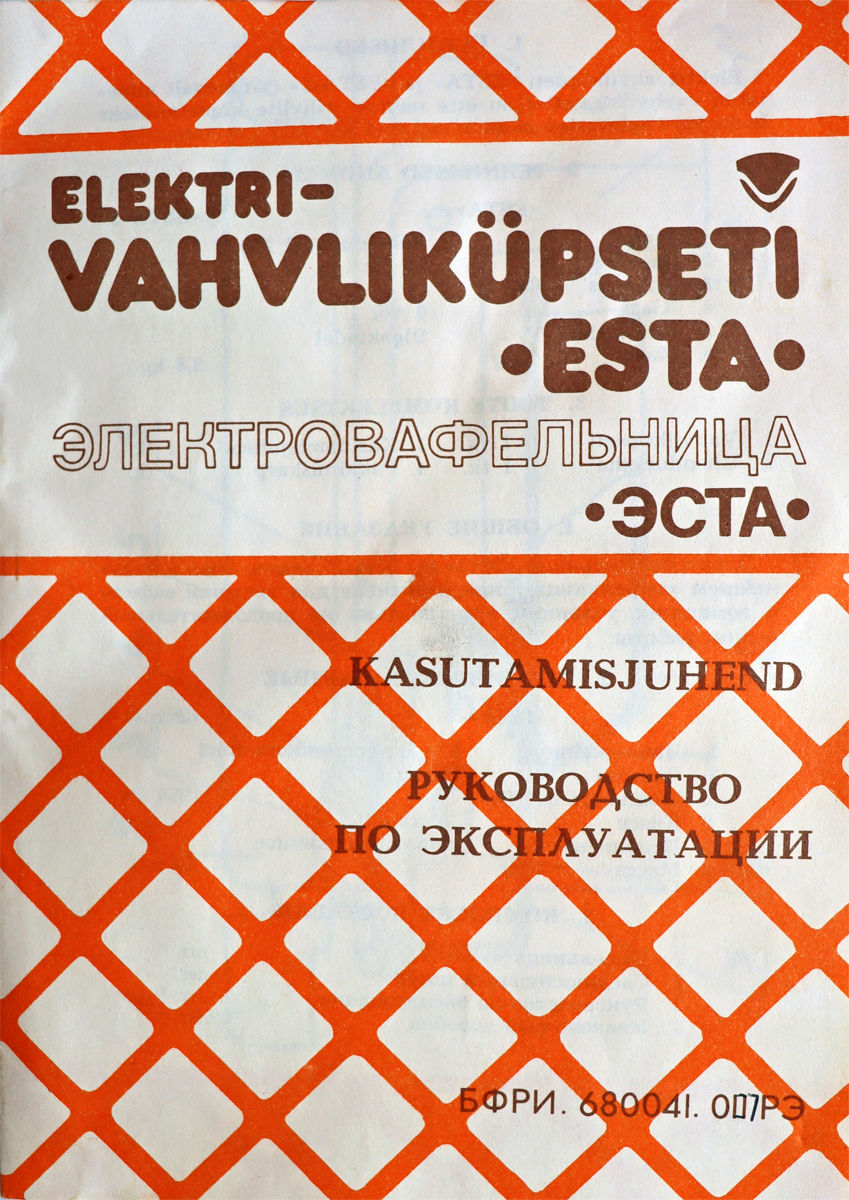
Инструкция к электровафельнице «Эста», Таллинский завод «Вольта»